# 維什涅韋 (切爾尼亞希夫區)
50°30′32″N 28°30′20″E / 50.50889°N 28.50556°E
維什涅韋（烏克蘭語：Вишневе）是烏克蘭北部的村莊，隸屬日托米爾州的日托米爾區。該村始建於1652年，面積0.46平方公里，海拔高度225米，2001年人口83。